# 放課後☆エロゲー部! 〜エロゲー制作のため女の子たちとえっちしまくりな毎日〜
『放課後☆エロゲー部! 〜エロゲー制作のため女の子たちとえっちしまくりな毎日〜』（ほうかごエロゲーぶ エロゲーせいさくのためおんなのこたちとえっちしまくりなまいにち）は2012年3月30日にMOONSTONE Cherryより発売された18禁のパソコンゲーム（アダルトゲーム）ソフトである。

## 概要
女子部員だらけのゲーム部を舞台としたアダルトゲームで、風紀委員や先生を巻き込んだハーレムルートも存在する。
気に入ったシーンや台詞をゲームからtwitterに直接投稿できる機能があり、他のプレイヤーが投稿したCGも閲覧可能である。また、ネタバレ禁止モードも搭載されている。

## あらすじ
学校の文化祭でエロゲーを売り出して失敗したゲーム部に新しく顧問として立花澤姫が来た。彼女は、「部員の性体験不足が失敗の原因であり、部員は全員部長とエッチして新作の制作に励むように」と、部員たちに性の勉強をするように一喝した。

## 登場人物

### PCゲーム部
春咲 日向子（はるさき ひなこ）
声 - 東かりん
主人公の妹。
明るく元気な性格だが、エッチの知識も豊富。音にこだわりがあり、作曲にも才能がある。
エロゲー制作チームでは、サウンド担当。
明星 茜（あけぼし あかね）
声 - 唯香
主人公の同級生。
エロゲー制作チームでは、原画担当。
清河 忍（きよかわ しのぶ）
声 - 渋谷ひめ
主人公の同級生。真面目な性格で、PCゲーム部のまとめ役でもある。
エロゲー制作チームでは、シナリオ担当。
吉祥院 やなぎ（きっしょういん やなぎ）
声 - 蕪木徹子
サイドテールと巨乳が特徴である、主人公の先輩。
裕福な家の出でありながら、心優しい性格を持ち、セクシーな体型も合わさって男子からの人気は高いが、告白されても断ってしまう。それでいて、主人公のことは気にかけている。
エロゲー制作チームでは、CG担当。
立花 澤姫（たちばな さわひめ）
声 - 柚凪
保健医兼PCゲーム部顧問。普段はやる気のない態度をとるが、エロゲーのこととなると人が変わったように情熱を注ぐ。

### その他
猪井 理乃（いのい りの）
声 - 宮沢ゆあな
主人公の同級生である風紀委員。エロゲー制作を進めるPCゲーム部を悪く思っており、その中でも茜との仲が悪い。

## スタッフ
- 企画・エロプロデューサー - 伊東ライフ
- 原画 - 伊東ライフ
- サブ原画 - ひなたなお、エーキチ
- シナリオ - 屑美たけゆき、水瀬拓未
- SDキャラクター - イチリ
- CG - rastel、ひなたなお、えんどり、エーキチ
- デザイン - GETUMENサーキット
- 背景美術 - 出雲寺ぜんすけ
- アニメーション - 菱野優希(JamJamHouse)、ふじむら、rastel
- 主題歌
  - 「放課後パラダイス」
  - 作詞：藤本スミレ
  - 作曲／編曲：青島修造
  - 歌：みるく
- EDテーマ
  - 「キミがいるから」
  - 作詞：藤本スミレ
  - 作曲／編曲：青島修造
  - 歌：みるく
- BGM - 青島修造、今枝広人、惑久歌
- OPムービー - 菱野優希(JamJamHouse)
- システム監修 - 薫(retouch.info)
- プロデューサー - 恋純ほたる